# Lékařská informatika
Lékařská informatika (též biomedicínská informatika) je vědní obor který je na rozhraní informační vědy (dříve též jako informatiky) a medicíny. Náplní oboru je především:
- návrh a vytváření databází medicínských informací
- konstrukce expertních systémů využívajících databází medicínských informací
- analýza podstaty medicínských znalostí a jejich významu pro klinické aktivity
- studium vlastností přirozeného jazyka v medicínském kontextu a metody zpracování textové informace